# Tanger (groupe)
Pour les articles homonymes, voir Tanger (homonymie).
Tanger est un groupe de rock français formé en 1992 par Philippe Pigeard, Christophe Van Huffel, Didier Perrin, Tolga Arslan et Thomas Mouzard.
Fin 2008, le guitariste Christophe Van Huffel quitte le groupe afin de se consacrer à des projets personnels et à la production dans le Sud de la France. Il travaille sur les albums du chanteur Christophe dont il a déjà réalisé le précédent LP Aimer ce que nous sommes (2008).
En 2010, son album La Mémoire insoluble prend la 77e place du Top 100 des meilleurs albums de rock français du Rolling Stone hexagonal. Il est désigné meilleur album de 1998 par Philippe Manœuvre dans son livre Rock français, de Johnny à BB Brunes, 123 albums essentiels,.

## Discographie

### Albums
- Tanger, 1997.
- La Mémoire insoluble, 1998.
- Le Détroit, 2000.
- L'Amour fol, 2003.
- Il est toujours 20 heures dans le monde moderne, 2008.

### EP
- Tanger, ville ouverte, (live) 1999.

### Bande originale
- Le Plan du film, 2001.